# Флаг Свирьстройского городского поселения
Флаг муниципального образования Свирьстро́йское городское поселение Лодейнопольского муниципального района Ленинградской области Российской Федерации — опознавательно-правовой знак, служащий официальным символом муниципального образования.
Флаг утверждён 19 октября 2011 года и внесён в Государственный геральдический регистр Российской Федерации с присвоением регистрационного номера 7266.

## Описание
«Флаг Свирьстройского городского поселения представляет собой прямоугольное полотнище с отношением ширины флага к длине — 2:3, воспроизводящее композицию герба Свирьстройского городского поселения в синем, белом и красном цветах».
Геральдическое описание герба гласит: «В лазоревом (синем, голубом) поле серебряный морской лев (существо, передняя половина которого подобна львиной, а задняя — рыбьей) с червлёным (красным) языком».

## Обоснование символики
Посёлок Свирьстрой — новое поселение, существующее с 1926—1927 годов (с 1931 года — рабочий посёлок). В 1927 года входил в состав Пиркинского сельсовета Лодейнопольского района Лодейнопольского округа Ленинградской области. С 1931 года — Свирьстроевский поссовет. С февраля 1963 года подчинён Подпорожскому горсовету, с января 1965 года опять в составе Лодейнопольского района.
Согласно эскизному проекту 1926 года, рассмотренному в марте 1927 года центральным электротехническим советом, место расположения ГЭС Свирь-3 было намечено на 200 метров ниже острова Негежма на реке Свирь. Наконец, окончательно весь узел ГЭС плюс шлюз было решено строить в районе самого острова Негежма.
В течение 1927—1928 годов проводились подготовительные работы на Свири. Была сооружена железнодорожная ветка длиной 8 км — от станции Янега к месту работ, построены несколько домов рабочего посёлка, продолжались работы по выемке грунта под низовой канал к будущему шлюзу.
17 июня 1933 года Нижне-Свирский шлюз начал промышленные шлюзования пропустив первым буксир «Морской лев» с караваном барж.
15 сентября 1936 года правительственная комиссия приняла в промышленную эксплуатацию Нижне-Свирскую ГЭС.
Серебряный морской лев (существо, передняя половина которого подобна львиной, а задняя — рыбьей) с красным языком — напоминание о названии первого судна, прошедшего через Нижне-Свирский шлюз. Морской лев является также аллегорией покорения водной стихии — напоминание о Волго-Балтийском водном пути и судоходстве по Свири в старину и ныне, морской лев символизирует также Нижне-Свирскую ГЭС (аллегория покорения водной стихии).
Синий цвет (лазурь) — символ любви, мира, возвышенных устремлений, а также водных просторов Свири.
Красный цвет — право, мужество, самоотверженность любовь, храбрость, неустрашимость. Символ труда, жизнеутверждающей силы, праздника, красоты, солнца и тепла. В древнерусской традиции — красный — «красивый».
Белый цвет (серебро) — чистота помыслов, духовность, искренность, правдивость, невинность, благородство, откровенность, непорочность, надежда.